# Kurakhove
Kurakhove (ukrainsk: Курахове, russisk: Курахово) er en by i Pokrovsk rajon i Donetsk oblast (provins) i Ukraine. 
Byen har en befolkning på omkring 18.506 (2021). I Kurakhove ligger Kurakhove Kraftværk.
Folkeafstemningen 11. maj 2014 om  Donetsk Oblasts uafhængighed blev gennemført i Kurakhove, men byen blev ikke en del af det område, der kontrolleres af Donetsk Folkerepublik (som afholdt folkeafstemningen). Siden da ligger byen 16 km vest for frontlinjerne i Krigen i Donbass. 

## Geografi
Kurakhove ligger i den vestlige del af Donetsk oblast på venstre bred af Kurakhov-reservoiret, en opstemninge  af floden Vovcha. Byen ligger ca. 50 km vest for Donetsk på hovedvejen N 15.
Administrativt set omfatter byområdet ud over byen også kommunen også bebyggelsen af bymæssig type Illinka, landsbyen Stepanivka (Степанівка) og bebyggelserne i Ostriwske (Острівське) og Stari Terny (Старі Терни).

## Galleri
- Rådhus
- Kirke i Kurakhove
- Sportscenter
- Lermontov-gaden i Kurakhove
- Kurakhove Reservoir